# La Légende (L'Ultime Chimère)
Pour les articles homonymes, voir Légende (homonymie).
La Légende est le troisième tome de la série de bande dessinée L'Ultime Chimère, écrit par Laurent-Frédéric Bollée et dessiné par Griffo, Héloret et Olivier Mangin, paru le 18 mars 2009.

## Analyse
Ce troisième tome, écrit à l’été 2006, aurait pu être chronologiquement le premier puisqu’il représente le tout premier événement inspiré du long poème La Fin de Satan de Victor Hugo, plus précisément le Livre Premier : Le Glaive, strophe troisième : Selon Orphée et selon Melchisedech — ainsi que des Troisième, Quatrième et Cinquième :
« Mais rien n’emplit son âme ; il disait : J’ai vécu.

Que faire ? Et, chaque jour, plus las et plus vaincu,

Morne, il sentait monter dans son cœur solitaire

L’immense ennui d’avoir conquis toute la terre. »